# Frontiers in Microbiology
Frontiers in Microbiology (ISSN 1664-302X) is een internationaal collegiaal getoetst wetenschappelijk tijdschrift op het gebied van de microbiologie. Het is een open-accesstijdschrift, wat wil zeggen dat de inhoud voor iedereen gratis beschikbaar is, en het wordt alleen online uitgegeven. 
Het tijdschrift wordt uitgegeven door Frontiers en is onderdeel van een getrapt systeem van tijdschriften: artikelen worden in eerste instantie gepubliceerd in een zeer gespecialiseerd subtijdschrift, en kunnen als ze veel gelezen worden "opstijgen" naar bredere tijdschriften. In dit systeem staat Frontiers in Microbiology op de tweede trap.
De hoofdredacteur is Dr Martin G. Klotz, een microbioloog aan de University of Louisville in de  Amerikaanse staat Kentucky.
Het eerste artikel in Frontiers in Microbiology verscheen in juli 2010.